# Беломытцева, Анна Ивановна
Анна Ивановна Беломытцева (род. 24 ноября 1996, Россия) — российская футболистка, защитница клуба «Локомотив». Выступает за сборную России.

## Биография

### Клубная карьера
Занимается футболом с 12 лет, воспитанница ДЮСШ с. Троицкое, первый тренер — Андрей Андрейцев. Также в детстве занималась баскетболом и волейболом. Позднее перешла в барнаульскую ДЮСШ имени Алексея Смертина (тренер — Оксана Жбанникова). На взрослом уровне дебютировала в 2011 году во второй лиге России в команде «Алтай» (Барнаул), в её составе провела два сезона.
В 2013 году перешла в клуб высшего дивизиона «Рязань-ВДВ». В осеннем сезоне 2013 года сыграла один матч, а её команда завоевала золотые награды. С 2016 года спортсменка стала твёрдым игроком основного состава клуба, в 2017 году стала серебряным призёром чемпионата и финалисткой Кубка России, в 2018 году завоевала золото чемпионата. По итогам сезона 2018 года вошла в символическую сборную чемпионата. Всего за рязанский клуб сыграла 47 матчей и забила 6 голов в чемпионатах страны. Также принимала участие в матчах еврокубков.
В начале 2019 года перешла в московский «Локомотив». Дебютировала за команду 14 апреля 2019 года. В сезонах 2019 и 2020 годов приняла участие во всех матчах своего клуба и дважды становилась серебряным призёром чемпионата. Чемпионка России 2021 года, серебряный призёр 2019-2020 годов, бронзовый призёр 2022 и 2023 года.

### Карьера в сборной
Выступала за сборные России младших возрастов, начиная со сборной до 15 лет, первую встречу провела в 14-летнем возрасте, в ноябре 2010 года в товарищеском матче со сверстницами из Турции.
В национальной сборной России дебютировала 20 октября 2016 года в товарищеском матче против Бельгии. Первый гол за сборную забила 28 февраля 2018 года в ворота Южной Кореи. Участница финального турнира чемпионата Европы 2017 года, однако во всех матчах оставалась в запасе.

## Достижения
- Чемпионка России (2013, 2021).
- Обладательница Кубка России (2014, 2020, 2021)
- Обладательница Суперкубка России (2021, 2022)